# На радиоволнах
«На радиоволнах» — песня, написанная российской певицей МакSим. Композиция была выпущена как первый официальный сингл с третьего студийного альбома исполнительницы «Одиночка». Композиция получила смешанные отзывы от критиков, но достигла 3 места в общем радиочарте стран СНГ. В 2010 году, композиция получила награду «диплом Песни года 2010».

## Предыстория и релиз
Слова и музыку песни МакSим написала самостоятельно. Сингл был презентован 1 сентября в эфире программы «Русские перцы» на Русском радио. Считается, что песня стала первым синглом с альбома «Одиночка», однако, в начале 2009 года состоялся релиз песни «Небо, засыпай», которая также вошла в альбом, но под названием «Птицы».
В октябре в радиоротацию поступили два официальных ремикса на композицию — «На радиоволнах (DJ Fisun Remix)» (выпущена в составе альбома) и «На радиоволнах (DJ Renat Remix)» (в альбоме отсутствует). Кроме того, в альбоме присутствует «На радиоволнах (Kirbas GASpromo remix)».
Существует также версия песни для Love Radio, где вместо «И лишь на радиоволнах…» МакSим поёт «Лишь на love radio-волнах…».

## Критика
В рецензии на альбом «Одиночка», на сайте проекта «МирМэджи», написали, что «открывает альбом уже нашумевшая песня „На радиоволнах“». На сайте отметили «красивую (хоть и простую)» лирику песни, а также низко оценили включённые в подарочное издание альбома ремиксы на данную композицию. Алексей Мажаев из InterMedia сказал, что «первый радиосингл „На радиоволнах“, при всей своей симпатичности, не дотягивает до высоких стандартов, заданных МакSим предыдущими хитами». Наталья Ветвицкая из газеты «Аргументы и Факты», описывая выступление певицы в клубе «Б1», в ходе концертного тура, в поддержку альбома, написала, что песня «вполне в духе прежней МакSим». Аргументируя своё мнение, она отметила «наивный текст („Все твои игры напоказ, ты моих совсем не стоишь фраз“), плачущие интонации и легко запоминающуюся мелодию».
Денис Ступников, рецензируя альбом в целом, обратив внимание на трагизм песен, посчитал, что «при более пристальном рассмотрении обрушивающиеся на голову героини несчастья объясняются её чрезмерной заносчивостью. „Ты моих не стоишь слёз!“ — горделиво заявляет она в композиции „На радиоволнах“». Также автор статьи посчитал, что две первые песни альбома («На радиоволнах» и «Портрет») созданы «как бы для разгона», перед более динамичной композицией «Весна».

## Видеоклип

### Съёмки
22 октября 2009 года сайт Newsmusic.ru сообщил, что состоялись съёмки видеоклипа на песню. Клип снимался в Калифорнии, США, на побережье Тихого океана. В основу видеоработы был положен сюжет в виде любовного треугольника между МакSим и двумя молодыми людьми, один из которых — бывший друг девушки, а другой — нынешний.
Режиссёром клипа стал известный российский клипмейкер Павел Худяков. В техническую команду съемок вошли американские профессионалы. Оператором видео выступил Маз Махани, который работал также с Бейонсе и Ферги. Над имиджем певицы работал визажист Торстен Уитт. Во время съёмок МакSим пришлось много сниматься босиком и даже заходить в холодную воду, на что в сентябре решаются далеко не все местные жители. По информации издания со ссылкой на информационное агентство Intermedia.ru, клип должен был выйти в середине ноября 2009 года. Также 22 октября, на портале Muz.ru, были опубликованы несколько фотографий со съёмок клипа.

### Коммерческий успех
По информации российской версии журнала Billboard, видеоклип на данную композицию стал седьмым самым ротируемым клипом в России в 2010 году.
По состоянию на октябрь 2019 года, видео на официальном канале певицы на YouTube набрало более 9 млн просмотров.

## Список композиций
- Цифровой сингл[14][15][16]

| №  | Название                                 | Автор(ы)         | Длительность |
| -- | ---------------------------------------- | ---------------- | ------------ |
| 1. | «На радиоволнах»                         | Марина Максимова | 3:50         |
| 2. | «На радиоволнах» (Kirbas Gaspromo Remix) | Марина Максимова | 4:16         |
| 3. | «На радиоволнах» (DJ Fisun Remix)        | Марина Максимова | 2:26         |

- Радиосингл[17]

| №  | Название                          | Автор(ы)         | Длительность |
| -- | --------------------------------- | ---------------- | ------------ |
| 1. | «На радиоволнах»                  | Марина Максимова | 3:48         |
| 2. | «На радиоволнах» (DJ Fisun Remix) | Марина Максимова | 2:26         |
| 3. | «На радиоволнах» (DJ Renat Remix) | Марина Максимова | 3:23         |

## Коммерческий успех сингла
Сингл добрался до 3 места в общем радиочарте стран СНГ, а также до 1 места в хит-параде «Золотой граммофон». В общеевропейском чарте European Hot 100 песня заняла 54 позицию.
Песня стала успешной в продажах мобильного контента. По информации контент-компании «ИММО», песня заняла третью строчку чарта продаж мобильных mp3, за первые три квартала 2010 года. Композиция уступила только песням Веры Брежневой «Любовь спасёт мир» и Леди Гага «Alejandro».

| Страна/территория (Чарт)           | Высшая позиция |
| ---------------------------------- | -------------- |
| Tophit Общий Топ-100               | 3              |
| Tophit Топ-100 по заявкам          | 1              |
| Tophit Московский Топ-100          | 5              |
| Tophit Санкт-Петербургский Топ-100 | 9              |
| Tophit Киевский Топ-100            | 2              |
| Латвийский Топ-50                  | 46             |
| Красная звезда. Видеочарт          | 70             |
| Красная звезда. Народный чарт      | 66             |
| European Hot 100                   | 54             |
| Золотой граммофон                  | 1              |

| Страна/территория (Чарт)           | Высшая позиция |
| ---------------------------------- | -------------- |
| Tophit Общий Топ-100               | 3              |
| Tophit Топ-100 по заявкам          | 1              |
| Tophit Московский Топ-100          | 8              |
| Tophit Санкт-Петербургский Топ-100 | 10             |
| Tophit Киевский Топ-100            | 2              |
| Красная звезда. Чарт продаж        | 67             |
| Красная звезда. Народный чарт      | 81             |

| Страна/территория (Чарт) | Высшая позиция |
| ------------------------ | -------------- |
| Топ-10 RBT               | 3              |

| Страна/территория (Чарт)           | Высшая позиция |
| ---------------------------------- | -------------- |
| Tophit Общий Топ-200               | 37             |
| Tophit Общий Топ-200 (рус.)        | 13             |
| Tophit Топ-200 по заявкам          | 25             |
| Tophit Московский Топ-200          | 59             |
| Tophit Санкт-Петербургский Топ-200 | 61             |
| Tophit Киевский Топ-200            | 45             |

## Награды
- 2010 год — диплом «Песни года».

## Участники записи
- МакSим — автор, продюсер
- Анатолий Стельмачёнок — сведение, аранжировка
- Ричард Олейник — гитара